# Luis María de Larrea y Legarreta
Luis María de Larrea y Legarreta (Ugao-Miraballes, 19 aprile 1918 – Bilbao, 27 maggio 2009) è stato un vescovo cattolico spagnolo di origine basca.

## Biografia
Luis María de Larrea y Legarreta nacque a Ugao-Miraballes il 19 aprile 1918.

### Formazione e ministero sacerdotale
Compì gli studi ecclesiastici presso il seminario diocesano di Vitoria.
Il 27 giugno 1943 fu ordinato presbitero per la diocesi di Vitoria. Successivamente studiò diritto canonico presso la Pontificia Università di Salamanca e diritto civile presso la Facoltà di giurisprudenza dell'Università di Madrid. Completati gli studi prestò servizio come formatore e professore di diritto pubblico ecclesiastico, diritto canonico e teologia morale nel seminario di Vitoria dal 1952 al 1971 e rettore dello stesso dal 1965 al 1971. Fu anche consulente legale della diocesi di Vitoria, procuratore della corte ecclesiastica e canonico della cattedrale di Maria Immacolata a Vitoria.

### Ministero episcopale
Il 9 luglio 1971 papa Paolo VI lo nominò vescovo di León. Ricevette l'ordinazione episcopale il 25 settembre successivo dall'arcivescovo Luigi Dadaglio, nunzio apostolico in Spagna, co-consacranti l'arcivescovo metropolita di Oviedo Gabino Díaz Merchán e il Vitoria Francisco Peralta y Ballabriga.
Il 16 febbraio 1979 papa Giovanni Paolo II lo nominò vescovo di Bilbao.
In seno alla Conferenza episcopale spagnola fu presidente e vicepresidente della commissione per i seminari e le università, membro della commissione per le missioni e membro della commissione permanente.
Morì a Bilbao la sera del 27 maggio 2009, all'età di 91 anni, dopo una lunga malattia. Le esequie si tennero il 29 maggio alle ore 17.30 nella cattedrale di San Giacomo a Bilbao e furono presiedute da monsignor Ricardo Blázquez Pérez.

## Genealogia episcopale
La genealogia episcopale è:
- Cardinale Scipione Rebiba
- Cardinale Giulio Antonio Santori
- Cardinale Girolamo Bernerio, O.P.
- Arcivescovo Galeazzo Sanvitale
- Cardinale Ludovico Ludovisi
- Cardinale Luigi Caetani
- Cardinale Ulderico Carpegna
- Cardinale Paluzzo Paluzzi Altieri degli Albertoni
- Papa Benedetto XIII
- Papa Benedetto XIV
- Papa Clemente XIII
- Cardinale Marcantonio Colonna
- Cardinale Giacinto Sigismondo Gerdil, B.
- Cardinale Giulio Maria della Somaglia
- Cardinale Carlo Odescalchi, S.I.
- Cardinale Costantino Patrizi Naro
- Cardinale Lucido Maria Parocchi
- Papa Pio X
- Cardinale Gaetano De Lai
- Cardinale Raffaele Carlo Rossi, O.C.D.
- Cardinale Amleto Giovanni Cicognani
- Cardinale Luigi Dadaglio
- Vescovo Luis María de Larrea y Legarreta